# Katekumenat
Katekumenat (prema katekumen) vrijeme je priprave za krštenje osoba obraćenih na kršćanstvo. Katekumenat se spominje u 2. stoljeću, a ustalio se tijekom 4. stoljeća. Katekumenat je najčešće trajao tri ili četiri godine, a bliža priprava 40 dana (četrdesetnica, korizma). S masovnim prijelazima na kršćanstvo i običajem krštenja male djece u srednjem vijeku katekumenat je gotovo posve iščeznuo (osim u misijskim zemljama). Katekumenat je obnovljen nakon Drugoga vatikanskoga sabora, uglavnom po uzoru na Apostolske predaje kojih ima oko 220, i kasnije liturgijske knjige.

## Vanjske poveznice
- CATECHUMENATE, Encyclopedia.com